# Satz von Gelfond-Schneider
Der Satz von Gelfond-Schneider (englisch Gelfond-Schneider theorem) ist ein bedeutender Satz aus dem mathematischen Teilgebiet der Zahlentheorie. Mithilfe dieses Satzes konnte zum ersten Mal eine umfangreiche Klasse von transzendenten Zahlen erzeugt werden.
Der Satz wurde im Jahre 1934 von dem russischen Mathematiker Alexander Gelfond und unabhängig davon und nur wenig später von Theodor Schneider gefunden und bewiesen. Der Satz liefert die Lösung des siebten Hilbertschen Problems.

## Aussage des Satzes
Der Satz von Gelfond-Schneider besagt:
Es seien {\displaystyle \alpha } und {\displaystyle \beta } zwei komplexe Zahlen, die zudem algebraisch seien, wobei {\displaystyle \alpha \neq 0,1} gelten soll und darüber hinaus {\displaystyle \beta \in {\mathbb {C} \setminus \mathbb {Q} }} sei.
Dann ist
{\displaystyle \,\alpha ^{\beta }}
transzendent.
Er lässt sich auch so formulieren, dass für Logarithmen zweier algebraischer Zahlen aus der linearen Unabhängigkeit über den rationalen Zahlen die lineare Unabhängigkeit über den algebraischen Zahlen folgt. In dieser Formulierung ist der Satz von Gelfond-Schneider in den 1960er Jahren von Alan Baker erheblich erweitert worden.
Der Satz von Baker lautet:

Wenn endlich viele algebraische Zahlen   {\displaystyle a_{i}\neq 0\,(i=1,2,\ldots ,n;n\in \mathbb {N} )} vorliegen, so dass {\displaystyle \log a_{1},\ldots ,\log a_{n}} über den rationalen Zahlen linear unabhängig sind, dann sind {\displaystyle 1,\log a_{1},\ldots ,\log a_{n}} auch linear unabhängig über den algebraischen Zahlen.

## Anwendungen
Aus dem Satz von Gelfond-Schneider folgt unmittelbar die Transzendenz der folgenden Zahlen:
- Die Gelfond-Schneider-Konstante {\displaystyle 2^{\sqrt {2}}} sowie deren Quadratwurzel {\displaystyle {\sqrt {2}}^{\sqrt {2}}={\sqrt {2^{\sqrt {2}}}}}

- Die Gelfond-Konstante {\displaystyle \,e^{\pi }}, da {\displaystyle e^{\pi }=\left(e^{\mathrm {i} \pi }\right)^{\left(-\mathrm {i} \right)}=(-1)^{\left(-\mathrm {i} \right)}} ist.[E 2]

- Die Zahl {\displaystyle {\mathrm {i} }^{\mathrm {i} }}, die wegen {\displaystyle {\mathrm {i} }^{\mathrm {i} }=\left(e^{{\mathrm {i} }{\frac {\pi }{2}}}\right)^{\mathrm {i} }=e^{-{\frac {\pi }{2}}}={\frac {1}{\sqrt {e^{\pi }}}}} eine reelle Zahl ist.

- Die reelle Zahl {\displaystyle {\frac {\log 2}{\log 3}}} ist transzendent, denn sonst erhält man durch Einsetzen von {\displaystyle a=3}, {\displaystyle b={\frac {\log 2}{\log 3}}=\log _{3}{2}}, da b notwendigerweise irrational ist[E 3], einen Widerspruch.

Mit dem Satz von Baker ergibt sich darüber hinaus die Transzendenz gewisser Zahlen, für die der Transzendenzbeweis aus dem Satz von Gelfond-Schneider heraus nicht zu leisten gewesen wäre. Dazu gehören beispielsweise:
- {\displaystyle {\sqrt {2}}\log 3+{\sqrt {3}}\log 5}
- {\displaystyle \pi +{\sqrt {2}}\log 7+{\sqrt {3}}\log 3}
- {\displaystyle 2^{\sqrt {2}}3^{\sqrt {3}}}

## Erläuterungen
1. ↑   Dabei gilt {\displaystyle \alpha ^{\beta }=\exp(\beta \cdot \log \alpha )} Der komplexe Logarithmus ist nur bis auf ganzzahlige Vielfache von {\displaystyle 2\pi \mathrm {i} } eindeutig bestimmt. Der Satz ist für jede Wahl des Zweigs des Logarithmus richtig.
2. ↑  Man beachte, dass die imaginäre Einheit {\displaystyle \mathrm {i} } keine rationale Zahl ist.
3. ↑   Die so gesetzte reelle Zahl b ist der Logarithmus von 2 zur Basis 3. Wäre b als Bruchzahl darstellbar, so  hätte man wegen {\displaystyle 3^{b}=2} nach einer einfachen Potenzrechnung eine natürliche Zahl, die sowohl als Potenz von 2 als auch als Potenz von 3 mit ganzzahligen positiven Exponenten darstellbar wäre. Das wäre indes unvereinbar mit dem Hauptsatz der Arithmetik.

## Hinweise
1. ↑   Der Satz von Gelfond-Schneider ist, wie es Fridtjof Toenniessen in seiner Monographie von 2019 sagt (op.cit., S. 418), eine wahre Sternstunde der Mathematik. Aber trotz seiner Bedeutung können selbst mit ihm (und den zugehörigen Sätzen) viele Fragen zur Transzendenz auch heute noch nicht beantwortet werden.
2. ↑  Völlig ungeklärt ist insbesondere die Frage nach der Transzendenz der Euler-Mascheroni-Konstante. Es ist nicht einmal bekannt, ob diese Konstante überhaupt eine irrationale Zahl ist. (Toenniessen, op.cit., S. 426)
3. ↑   Ähnlich unklar ist die Situation bei den Funktionswerten {\displaystyle \zeta (n)} der riemannschen Zetafunktion für die ungeraden natürlichen Zahlen {\displaystyle n=5,7,9,\ldots }. Auch über diese Zahlen kann man hinsichtlich Transzendenz beziehungsweise Irrationalität nichts sagen. (Toenniessen, op.cit., S. 427)